# Motín de Aranjuez
El Motín de Aranjuez ocurrió entre el 18 y el 19 de marzo de 1808 por las calles de esta localidad madrileña. El motín se desencadenó en protesta por la política de Manuel Godoy, «favorito» de Carlos IV. El resultado fue que Godoy fue apresado y que el rey Carlos IV abdicó el 19 de marzo la Corona de España en favor de su hijo el príncipe de Asturias Fernando, que reinaría con el nombre de Fernando VII. Como ha destacado Rafael Sánchez Mantero, «por primera vez en la Historia de España, un rey veía cómo su propio hijo le arrebataba la corona como consecuencia de un motín popular». Los contemporáneos mitificaron el 19 de marzo como el punto de partida de la «Revolución Española».
Aunque el debate sigue abierto, varios historiadores coinciden con Emilio La Parra en su valoración de que «el motín tuvo poco de espontáneo». Los aristócratas del partido fernandino, cuyo primer intento de acabar con Godoy y conseguir que Carlos IV abdicara en favor de su hijo Fernando había fracasado el año anterior en el llamado «complot de El Escorial», «distribuyeron dinero, reclutaron gentes, controlaron el ejército y lanzaron rumores pertinentes para soliviantar los ánimos de la población... El pueblo quedó en segundo plano, desempeñando el papel protagonista sólo cuando interesó a los anteriores. […] La propaganda fernandina, sin embargo, puso especial énfasis en el protagonismo del pueblo para justificar su causa…».

## Antecedentes

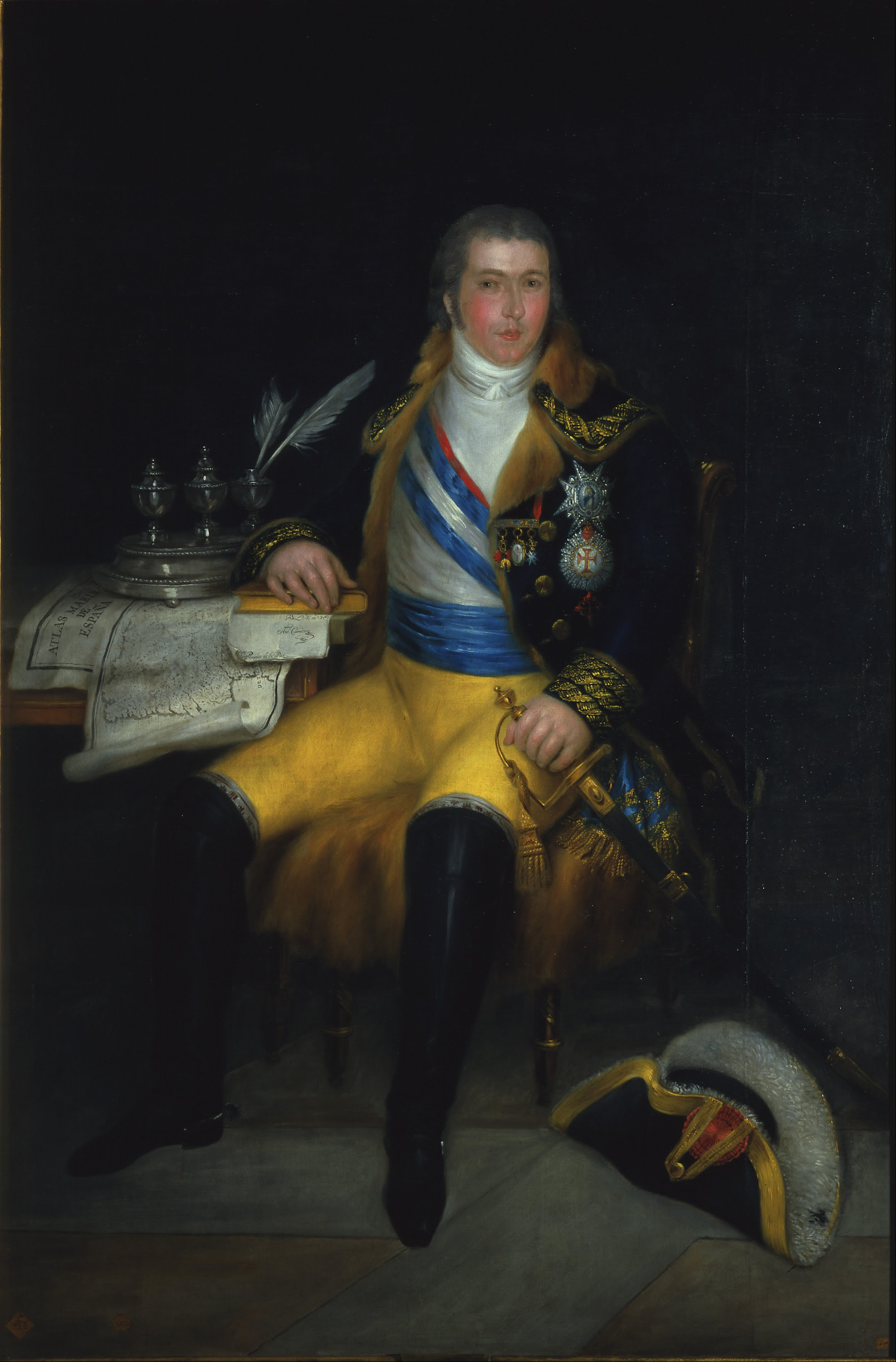
Retrato de Manuel Godoy por Antonio Carnicero, hacia 1807

A pesar de no haber acabado con el gobierno del «favorito» Manuel Godoy mediante el «complot de El Escorial» descubierto el 27 de octubre de 1807, el príncipe de Asturias Fernando y sus partidarios habían salido tan fortalecidos como para intentarlo de nuevo. Este partido aristocrático o fernandino ―una facción o «camarilla» que en nada se parecía a un partido político moderno y que estaba integrada por miembros de la alta nobleza y de clérigos de la corte opuestos a la política de Godoy al que consideraban un advenedizo― había conseguido que el complot fuera considerado una invención de Godoy y que el príncipe de Asturias se convirtiera «en el ídolo de la nación», como escribió en un informe un enviado especial de Napoleón.
Además, como ha destacado Emilio La Parra López, las circunstancias favorecían al partido fernandino. «A estas alturas el descontento de la población había alcanzado cotas muy elevadas. Los tres años de guerra contra Inglaterra y las exigencias pecuniarias de Napoleón habían dejado exhausta la hacienda real y causado estragos en el comercio marítimo… Abundaban los mendigos en las calles de ciudades prósperas años antes, como Barcelona, Valencia o Alicante. La paga de militares y empleados del rey llegaba tarde o a veces ni siquiera eso, el campesinado no se había recuperado de las pésimas cosechas de 1804 y 1805 y los poseedores de títulos de deuda pública (los vales reales) constataban diariamente su pérdida de valor. Para colmo de males, era imprevisible la llegada de los navíos de América con los muy apreciados productos coloniales y los imprescindibles metales preciosos. De todo se responsabilizó a Godoy». Esta valoración del difícil momento que se vivía en España a principios de 1808 y del que todos culpaban a Godoy es compartida por otros historiadores.

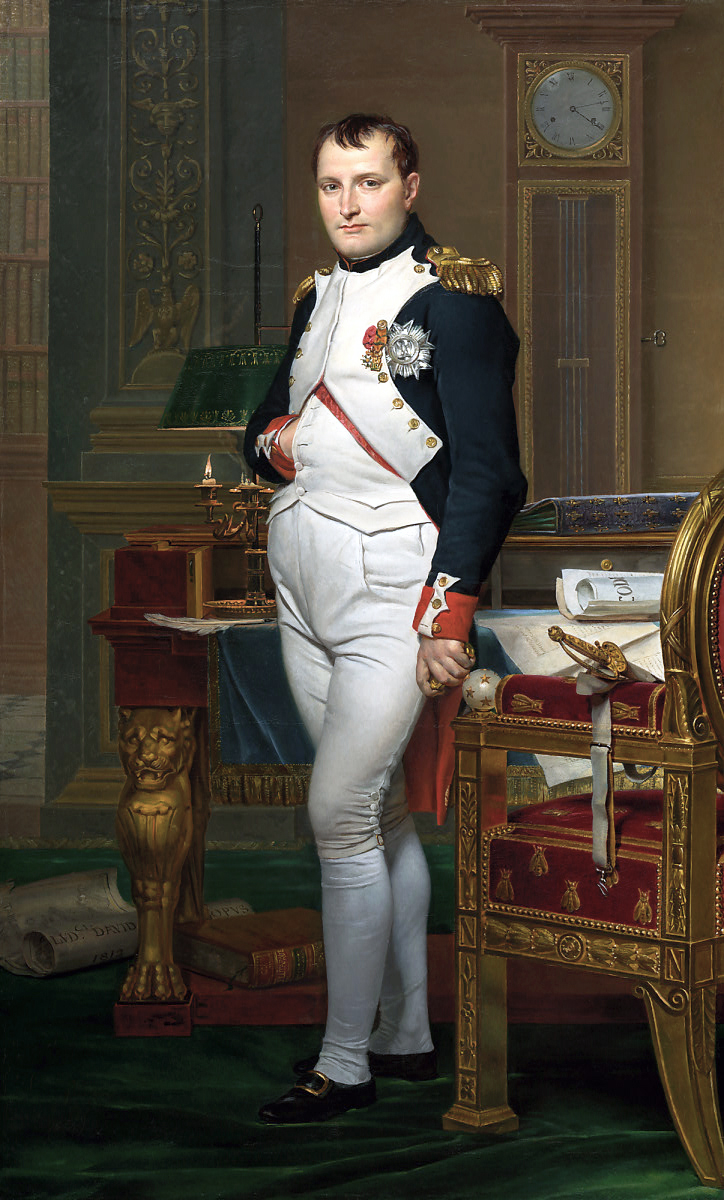
Napoleón en su despacho de las Tullerías, Jacques Louis David, 1812

A esto se sumaba la equívoca actitud de las tropas francesas que habían entrado en España en virtud del Tratado de Fontainebleau para conquistar el reino de Portugal, pero que el 16 de febrero de 1808 habían ocupado la fortaleza de Pamplona y el 5 de marzo la de Barcelona. Las intenciones de Napoleón fueron completamente evidentes cuando Eugenio Izquierdo, el embajador oficioso de Godoy en París, trajo a Madrid a principios de marzo un documento informal llamado «Especies y cuestiones proponibles». En él Napoleón se desvinculaba del tratado de Fontainebleau y se arrogaba el derecho a mover y situar sus ejércitos «sin ninguna limitación de provincias y lugares», exigiendo que «cualesquiera plazas fuertes sobre las cuales necesitasen apoyarse sus ejércitos les fueran abiertas». Lo justificaba por la crisis de la monarquía española que atribuía a «la discordia de la familia real». Y aún iba más lejos cuando proponía como «garantía» la cesión de las «provincias» españolas al norte del río Ebro, que serían incorporadas a Francia, recibiendo Carlos IV el reino de Portugal como compensación. Realizado esto, Napoleón daría su consentimiento para que una princesa de la Casa de Bonaparte se casara con el príncipe de Asturias Fernando, aunque «no asentiría definitivamente a tal enlace sin hallarse asegurado de que el príncipe de Asturias hubiese merecido la indulgencia de su padre y soberano, perseverando enteramente en su obediencia y su respeto; que siendo de otro modo… mostraría muy grande complacencia en que S.M. le separase de su derecho al Trono y se pensase en otro de sus hijos para el enlace proyectado y para sucederle en la Corona». El 11 de marzo salió de Madrid Izquierdo con la respuesta a las «cuestiones proponibles» en la que se rechazaba la anexión de las «provincias» fronterizas con Francia y se mantenía la vigencia del Tratado de Fontainebleau, pero cuando el agente de Godoy llegó a París ya se había consumado el «motín de Aranjuez» ―el príncipe de la Paz, Godoy, estaba preso y Carlos IV había abdicado a favor de su hijo Fernando―.
Ante la amenaza nada velada de Napoleón, Godoy convenció a Carlos IV, aunque mantenía serias dudas, de que la familia real debía trasladarse al sur y finalmente a América, como acababa de hacer el regente de Portugal don João que había abandonado Lisboa el 29 de noviembre de 1807, el día anterior a la entrada de las tropas francesas del mariscal Junot, y había instalado su corte en Río de Janeiro. En aquel momento la corte española se encontraba en el Real Sitio de Aranjuez. Sin embargo, en cuanto el príncipe de Asturias Fernando y sus partidarios se enteraron del plan se opusieron radicalmente. Como ha señalado Emilio La Parra López, «a pesar de las evidencias» «persistían en la creencia de que Napoleón únicamente pretendía derrocar al “tirano” [Godoy] y asegurar la sucesión al trono del príncipe Fernando para consolidar la alianza con España». Mientras tanto Napoleón ordenaba a sus generales que ocuparan las plazas fuertes del norte de la península (Vitoria, Burgos, Valladolid) y que un contingente se dirigiera a Madrid, poniendo como pretexto que iba camino de Cádiz para apoderarse de la colonia británica de Gibraltar. El secretario del Despacho de Gracia y Justicia José Antonio Caballero, del partido fernandino, se lo creyó y el 15 de marzo comunicó al gobernador del Consejo de Castilla que «van a entrar en Madrid tropas francesas hasta el número de 50 000 hombres, con dirección a Cádiz; pero se detendrán algo en esta villa. Dense las órdenes oportunas para que sean tratadas como corresponde a la alianza que S.M. tiene con el Emperador de los franceses».

### Los días previos: del 13 al 17 de marzo
El domingo 13 de marzo de 1808 Godoy, que ese día se encontraba en Madrid, ordenó que todas las compañías de los guardias de corps se trasladaran a Aranjuez para que escoltaran el traslado de la corte al sur y en cuanto llegó al Real Sitio por la tarde ordenó al mayordomo mayor de palacio que preparara los equipajes de la familia real para partir el día 15. La noticia se filtró y suscitó una honda conmoción entre la tropa y los habitantes de Aranjuez. Godoy intentó que Carlos IV autorizara la publicación de una proclama redactada por él en la que el rey explicaba los motivos del viaje ―«mi obligación es conservar mi soberana independencia y retirarme más adentro momentáneamente», se decía―, pero el monarca se negó tras consultarlo con el Gobierno en pleno (todos los secretarios del Despacho, con Caballero al frente, se opusieron porque consideraban que podía interpretarse como una declaración de guerra a Napoleón).

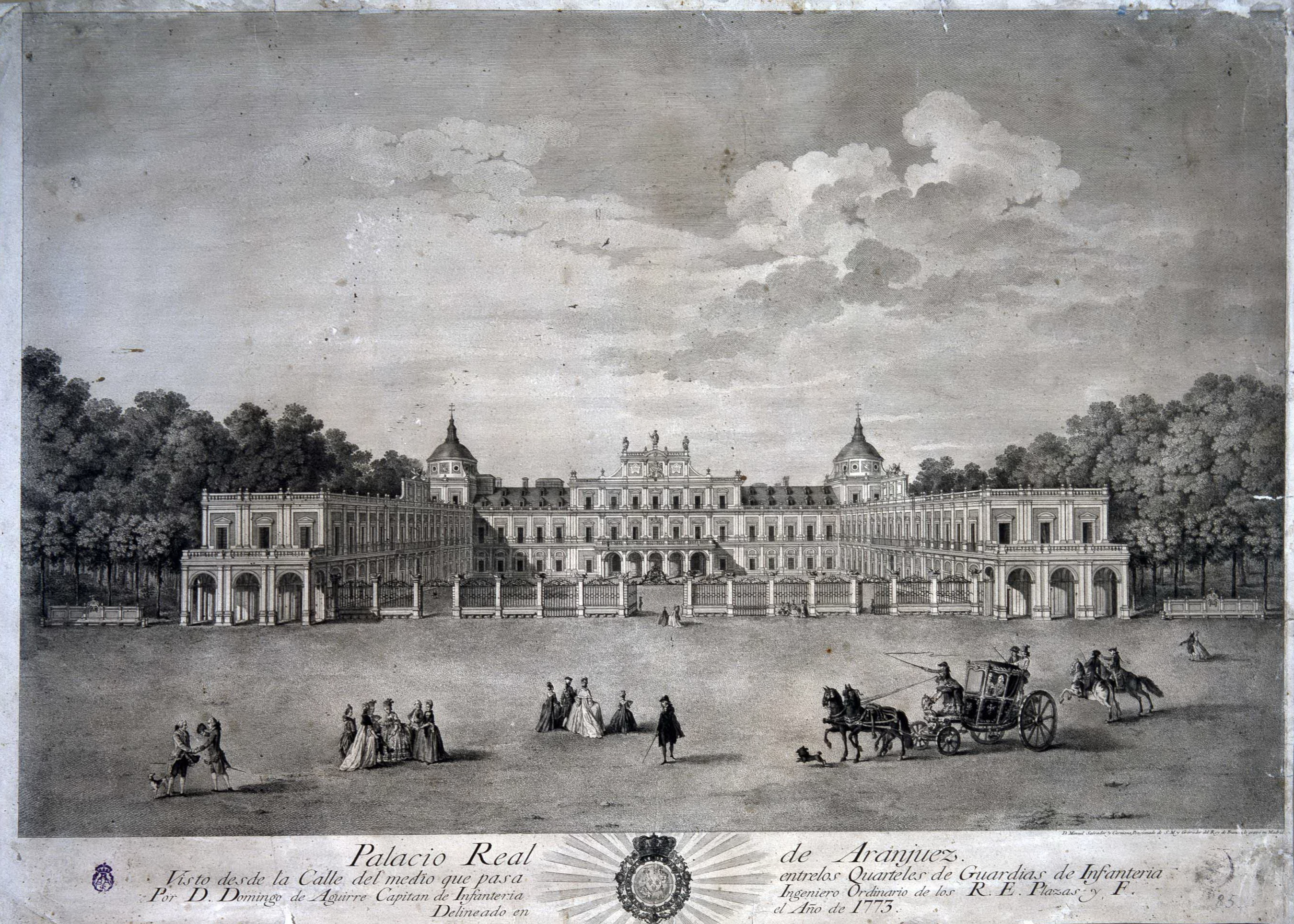
Grabado de Manuel Salvador Carmona del patio de armas y fachada principal del Palacio Real de Aranjuez (finales del)

El lunes 14 de marzo, Carlos IV y su esposa se reunieron con el príncipe de Asturias Fernando y, en presencia de Godoy, el rey le ofreció que les acompañara en su viaje al sur y además le conminó a que acabara con «esa facción que se acredita con tu nombre y que sin él no podría nada». El príncipe en principio aceptó ―según Godoy, «salió del cuarto de su padre resuelto a la partida»― pero tras consultarlo con sus partidarios cambió de opinión y mostró su desacuerdo. Ese mismo día 14 Godoy reunió al Consejo de Estado que dio su aprobación al viaje de los reyes, pero el secretario del Despacho Caballero se negó a formalizarla con su firma, lo que provocó un altercado entre él y Godoy en los pasillos del Palacio Real. «Se han perdido las formas en presencia del rey y la autoridad del príncipe de la Paz es casi nula», ha afirmado Emilio La Parra López. En aquel momento «los fernandinos ya tenían organizado el acto de fuerza contra Godoy», ha advertido este mismo historiador. El domingo 13 había llegado de incógnito a Madrid el conde de Montijo quien, siguiendo las órdenes del duque del Infantado (desterrado en Écija por orden del rey a instancias de Godoy) y tras entrevistarse con varios destacados personajes como el duque de Osuna y los hermanos Luis y José de Palafox, comunicó al Consejo de Castilla que se estaba preparando un golpe contra Godoy ―al día siguiente, lunes 14, se reuniría con otros diecinueve Grandes de España que se comprometieron con él a impedir la salida de los reyes de Aranjuez y a acabar con Godoy―.
El martes 15 de marzo el secretario del Despacho Caballero enviaba, sin autorización, una circular a las localidades vecinas de Aranjuez instando a sus habitantes a impedir el viaje de los reyes. Por la noche los guardias de corps rodeaban el Palacio Real para impedir la salida del príncipe Fernando.
El miércoles 16 de marzo se extendió el rumor por Aranjuez de que era inminente la salida de los reyes. El día había amanecido con pasquines en las calles con consignas como «Viva el Rey y venga a tierra la cabeza de Godoy». Los ánimos solo se calmaron cuando se difundió una proclama redactada por el secretario del Despacho José Antonio Caballero en la que el rey Carlos IV desmentía que fuera a abandonar Aranjuez. La proclama iba en el sentido contrario a la que le había propuesto Godoy, «lo que venía a ratificar su pérdida de influencia sobre el rey» ―Godoy en sus Memorias consideró la proclama como «el primer triunfo» de los partidarios del príncipe Fernando―. Cuando por la tarde se produjo el paseo protocolario de la familia real Carlos IV fue vitoreado, aunque mucho más el príncipe de Asturias. Godoy intentó esa misma tarde que el Consejo de Castilla se pronunciara a favor del viaje, pero no sólo no lo consiguió sino que el Consejo acordó proponer al rey «antes de tomar resolución decisiva sobre este punto u otro que varíe el actual sistema político y militar, consultar a muchos de los vasallos instruidos amantes de V.M. y de la Patria». Cuando al anochecer y durante la madrugada llegaron más tropas desde Madrid, los ánimos volvieron a soliviantarse y cada vez se iban reuniendo más personas procedentes de los pueblos vecinos dispuestas «a defender al príncipe de Asturias». Según los relatos de los contemporáneos, los criados del infante Antonio Pascual de Borbón, del duque del Infantado y de otros grandes repartieron mucho dinero entre la gente, invitaron a beber en las tabernas y reclutaron voluntarios en los pueblos vecinos para acudir a Aranjuez a defender al príncipe de Asturias y destituir a Godoy.
El jueves 17 de marzo se intensificó el rumor de que la familia real estaba a punto de abandonar el Real Sitio. Las calles estaban llenas de gente y su atención se centraba en el Palacio Real, en la residencia de Godoy y en la salida hacia Ocaña, la ruta que se suponía que seguirían los reyes para dirigirse hacia el sur. A primera hora de la mañana el arzobispo Félix Amat le había entregado una nota a Carlos IV en la que le decía que cometería un pecado mortal si emprendía el viaje y aun «será más horrendo el pecado» si obligaba al príncipe Fernando y a sus hermanos a acompañarlo. Según Emilio La Parra, «es evidente que una admonición eclesiástica de este calibre hizo mella en el rey, siempre escrupuloso en materias de conciencia religiosa». Durante todo el día Godoy trató de convencerlo pero no lo consiguió. Por la tarde Carlos IV salió de caza y realizó su paseo diario. Al anochecer aparecieron pasquines por las calles de Aranjuez en los que se leía: «Viva el Rey, viva el príncipe de Asturias, muera el perro de Godoy».

## El «motín»: caída de Godoy y abdicación de Carlos IV

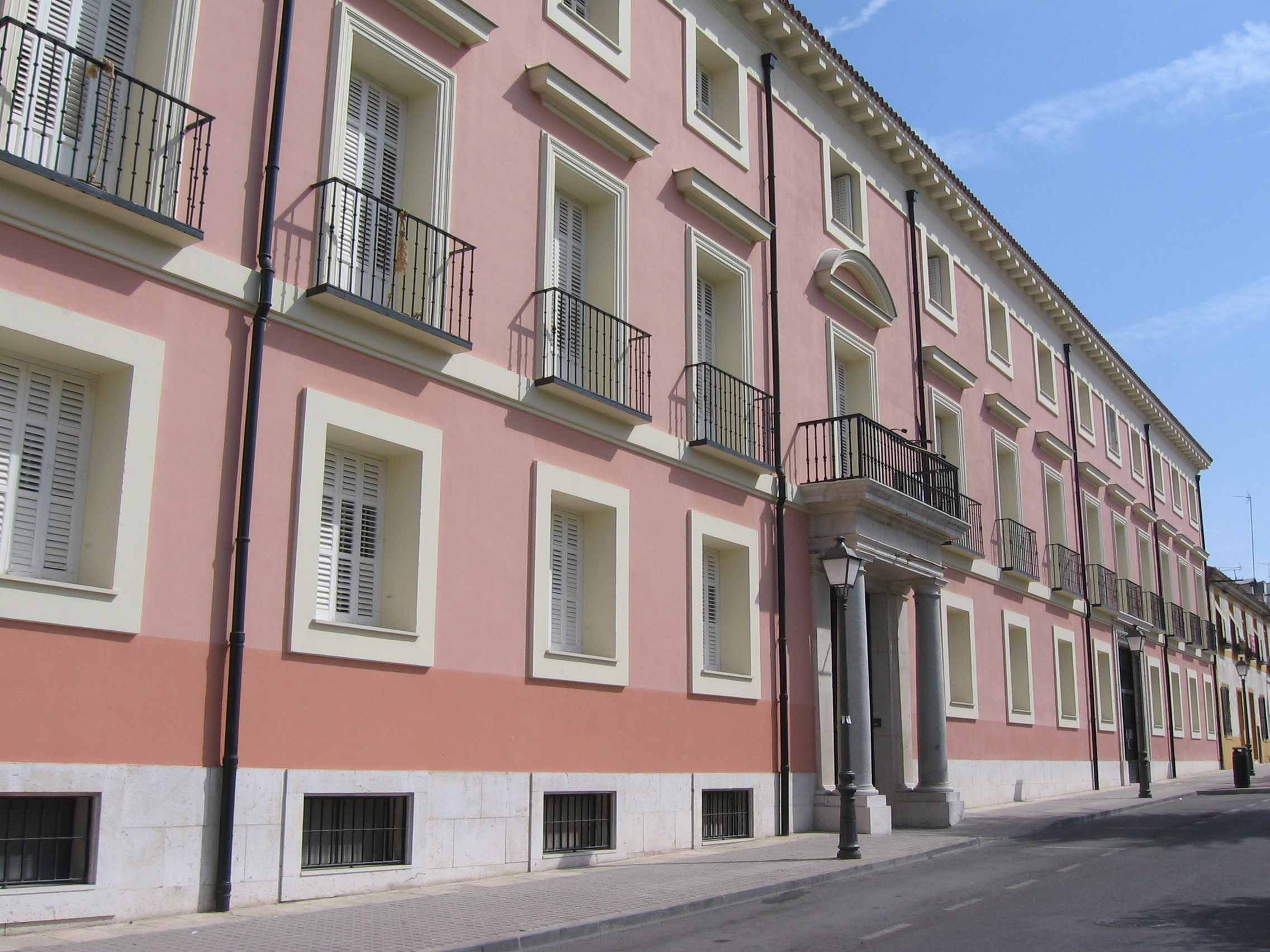
Residencia de Manuel Godoy en Aranjuez. El palacio era realmente propiedad del rey, ya que Godoy se lo había vendido en 1803, pero este lo siguió habitando durante las jornadas de los reyes en el Real Sitio

El motín se inició en la madrugada del viernes 18 de marzo. Pasada la medianoche se hizo una señal luminosa desde la habitación del príncipe de Asturias ―o desde otro lugar no determinado― y poco después sonó un disparo. Según la versión «oficial» que se difundiría más tarde, el disparo fue un hecho fortuito producido por el encuentro entre los carabineros de la guardia personal de Godoy y unas decenas de guardias de corps. Pero lo cierto fue que sirvió de detonante para que los soldados salieran de los cuarteles y que una multitud rodeara el Palacio Real de Aranjuez para impedir que nadie pudiera abandonarlo. A continuación un grupo muy numeroso encabezado por «El Manchego» o por el «Tío Pedro» (quien en realidad era el conde de Montijo disfrazado) se dirigieron a la residencia de Godoy y la saquearon. A Godoy no lo encontraron porque consiguió esconderse en una habitación interior con la ayuda de un criado ―y más tarde se trasladaría a una buhardilla―. Emilio La Parra ha destacado que los papeles de Godoy y algunos objetos fueron llevados al Palacio Real, lo que, según él, «indica la existencia de algún control, a pesar de la violencia y del elevado número de asaltantes».
El hermano de Godoy, Diego, que ofreció resistencia, fue detenido, mientras que la esposa de Godoy y su hija, que también se encontraban en la casa, fueron trasladadas al Palacio Real con gran respeto al grito de «viva la inocente», en referencia a la amante de Godoy Josefina Tudó, a la que también buscaron pero que no la pudieron encontrar porque en previsión de lo que pudiera suceder Godoy ya la había sacado de Aranjuez. El saqueo de la residencia de Godoy duró varias horas sin que el ejército actuara. Los amotinados, al no conseguir capturar a Godoy, se dirigieron entonces a asaltar la casa del secretario del Despacho de Hacienda Soler, el único miembro del Gobierno que en esos momentos obedecía las órdenes de Godoy, al que tampoco encontraron. La situación se calmó a las siete y media de la mañana cuando salieron los reyes a la ventana del palacio, acompañados por el príncipe de Asturias y el resto de la familia real, siendo todos ellos vitoreados por la multitud. Pocas horas después Carlos IV promulgaba un decreto que privaba «a don Manuel Godoy, príncipe de la Paz, de los empleos de generalísimo y almirante, concediéndole el retiro que más le acomode», con lo que el objetivo inicial de los amotinados ―la destitución de Godoy― se había conseguido. Pero la revuelta no cesó.

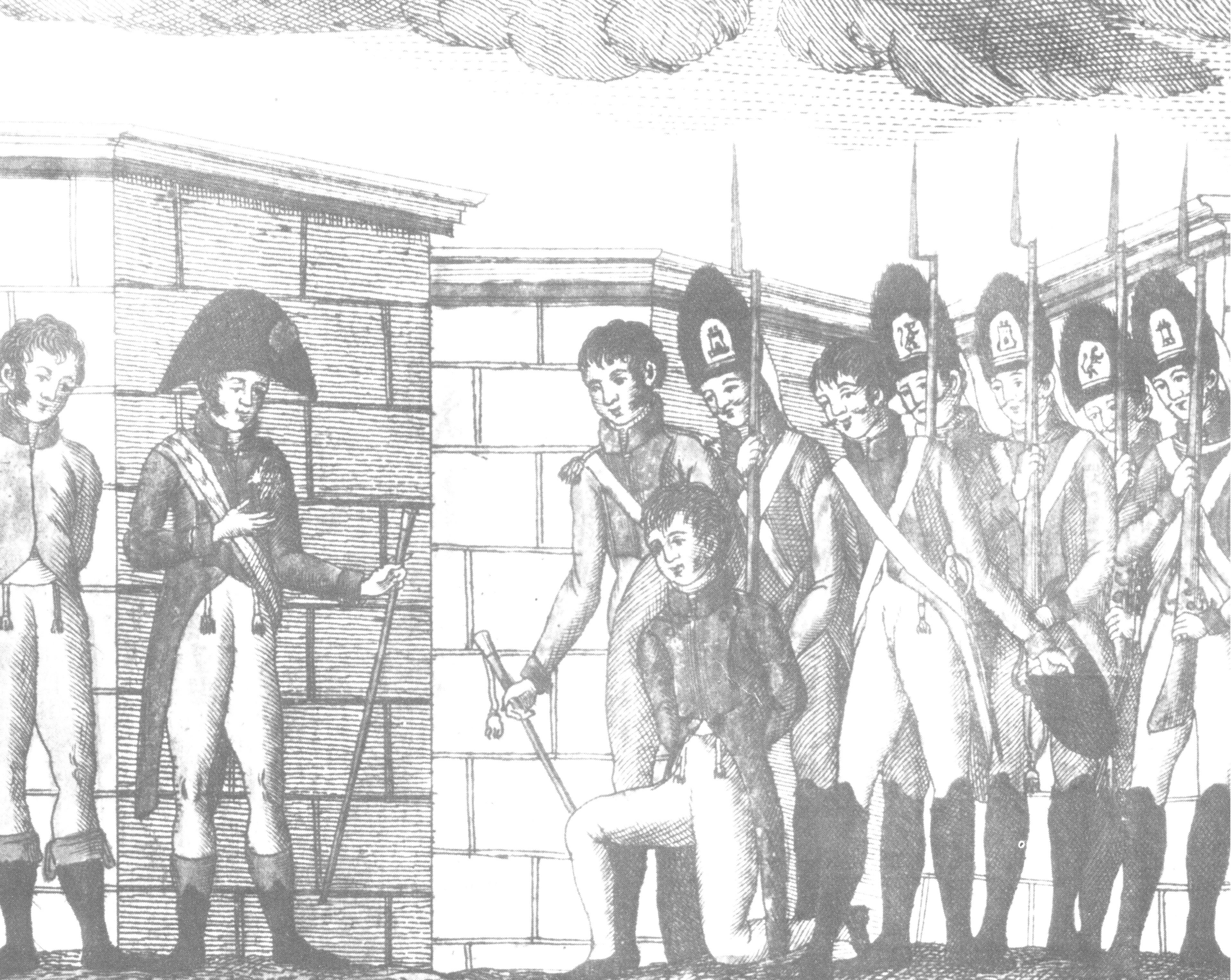
Grabado que representa el momento en el que Manuel Godoy, apresado, es llevado ante al príncipe de Asturias Fernando

El sábado 19 de marzo por la mañana se reunieron en el Palacio Real con Carlos IV los mandos de los cuerpos destinados a la protección de la familia real (guardia valona, guardia de corps y alabarderos) quienes aseguraron al rey que «la noche de ese día sería peor que la pasada», cuando se produjo el saqueo de la mansión de Godoy, y que «sólo el príncipe de Asturias podría componerlo todo». Carlos IV les ordenó que hablaran con el príncipe, quien les recordó su obligación de defender a las personas de los reyes. En ese momento se conoció la noticia de la detención de Godoy. En efecto, entre las nueve y las diez de la mañana había salido de su escondite acuciado por la sed y había sido arrestado por uno de los soldados que custodiaba su casa. La multitud, entre insultos, intentó asesinarlo ―las heridas y lesiones que sufrió le durarían semanas―, y salvó la vida porque los guardias de corps consiguieron llevarle a su cuartel, donde quedó prisionero. Allí se presentó a media mañana a pie el príncipe Fernando, que calmó a los amotinados concentrados frente al cuartel al asegurarles que recibiría el merecido castigo ―«Señores, yo respondo por este hombre; se le formará causa y será castigado con arreglo a la gravedad de sus delitos», les dijo―. A primera hora de la tarde el príncipe, «autorizado por mi augusto padre», decretó que fuera conducido preso a la Alhambra de Granada, pero cuando se conoció que Godoy iba a ser trasladado la multitud destrozó el coche que esperaba en la puerta del cuartel para supuestamente llevarse al detenido y mató a una mula. De nuevo tuvo que acudir el príncipe, esta vez a caballo, pero los ánimos sólo se calmaron completamente cuando un guardia de corps dio la noticia de que Carlos IV había renunciado a la Corona. Entonces todo el mundo se dirigió al palacio. El príncipe Fernando apareció solo en el balcón, sin el resto de la familia real, siendo aplaudido y vitoreado como el nuevo rey, Fernando VII.  «Como Carlos IV mantuvo hasta el último momento la confianza en su amigo y favorito [Godoy], [los conjurados] extendieron su ataque al rey, no de forma expresa, sino por la vía de los hechos, haciendo todo lo posible para provocar su renuncia al trono. En Aranjuez quedó patente este extremo: la tranquilidad no llegó con la detención de Godoy, en la mañana del día 19, sino unas horas más tarde, al producirse la noticia del cambio en el trono», ha subrayado Emilio La Parra López.

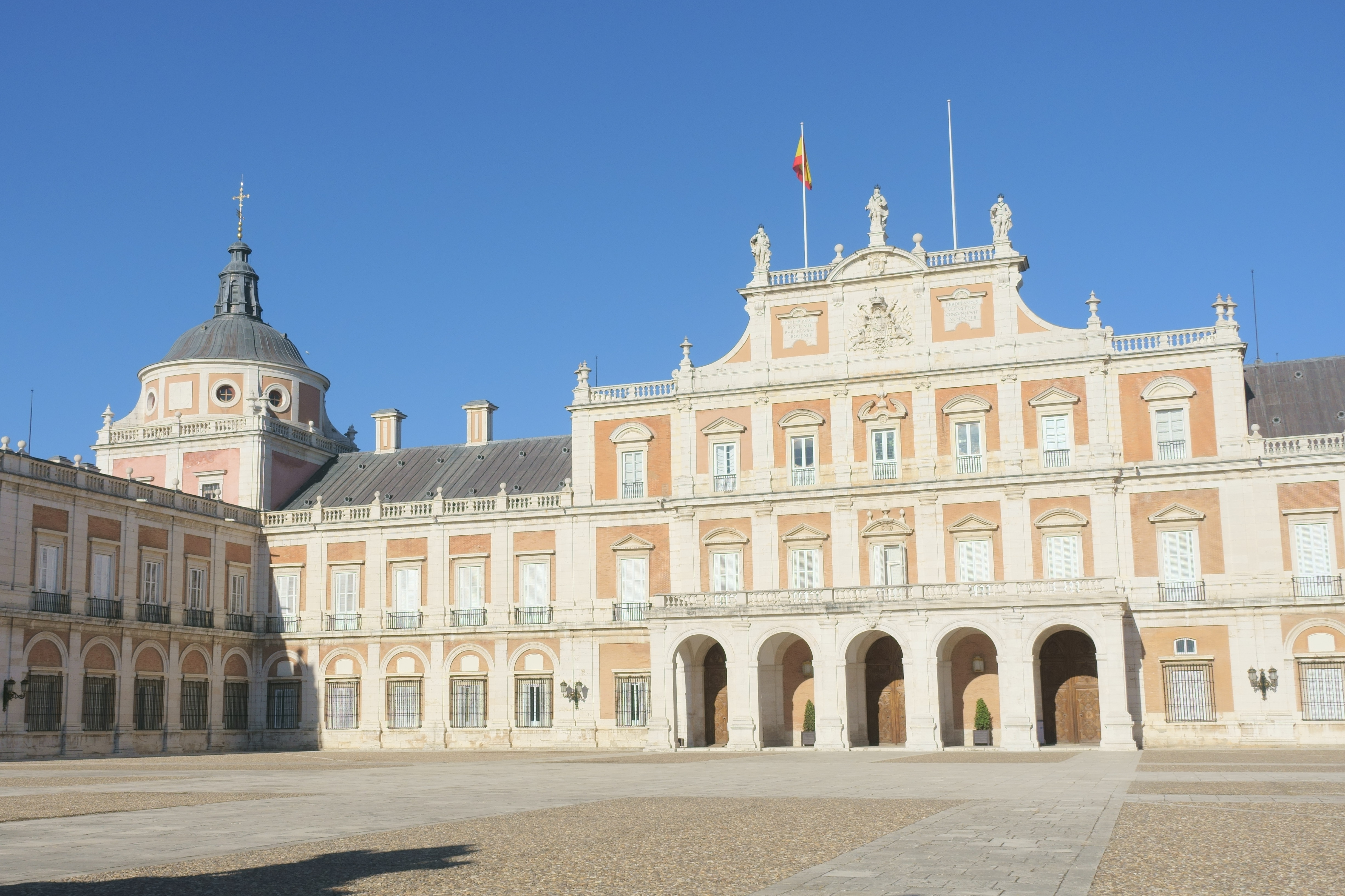
Fachada principal y patio de armas del Palacio Real de Aranjuez, donde se congregó la multitud para aclamar al nuevo rey Fernando VII

La ira de los amotinados también se había dirigido contra Carlos IV y su esposa al creer que estos tenían escondido a Godoy y que por eso nadie lo encontraba. «Llegados a este punto, sólo el príncipe de Asturias podía restablecer la calma, como así fue. El paso siguiente no podía ser otro que la abdicación de Carlos IV», ha afirmado Emilio La Parra López. Así lo entendió el rey ―«conoció que ya no tenía quien le obedeciese», afirmó el secretario del Despacho Caballero― y a las siete de la tarde presentó su renuncia al trono ante el Gobierno en pleno. El decreto que les presentó decía que abdicaba de forma «libre y espontánea», lo que, como ha advertido Emilio La Parra, no era cierto ―«por primera vez en la historia de España un rey había abdicado forzado»―. Lo mismo afirma Enrique Giménez López: «Era un hecho insólito que un monarca fuera forzado a abdicar por una parte importante de la aristocracia y por el príncipe heredero».

Abdicación de Carlos IV
Como los achaques de que adolezco no me permiten soportar por más tiempo el grave peso del Gobierno de mis reinos, y me sea preciso para reparar mi salud gozar en un clima más templado de la tranquilidad de la vida privada, he determinado, después de la más seria deliberación abdicar mi corona en mi heredero y muy caro hijo el Príncipe de Asturias. Por tanto, es mi real voluntad que sea reconocido y obedecido como rey y señor natural de todos mis reinos y dominios. Y para que este mi real decreto de libre y espontánea abdicación tenga su exacto y debido cumplimiento, lo comunicaréis al Consejo y demás a quien corresponda.

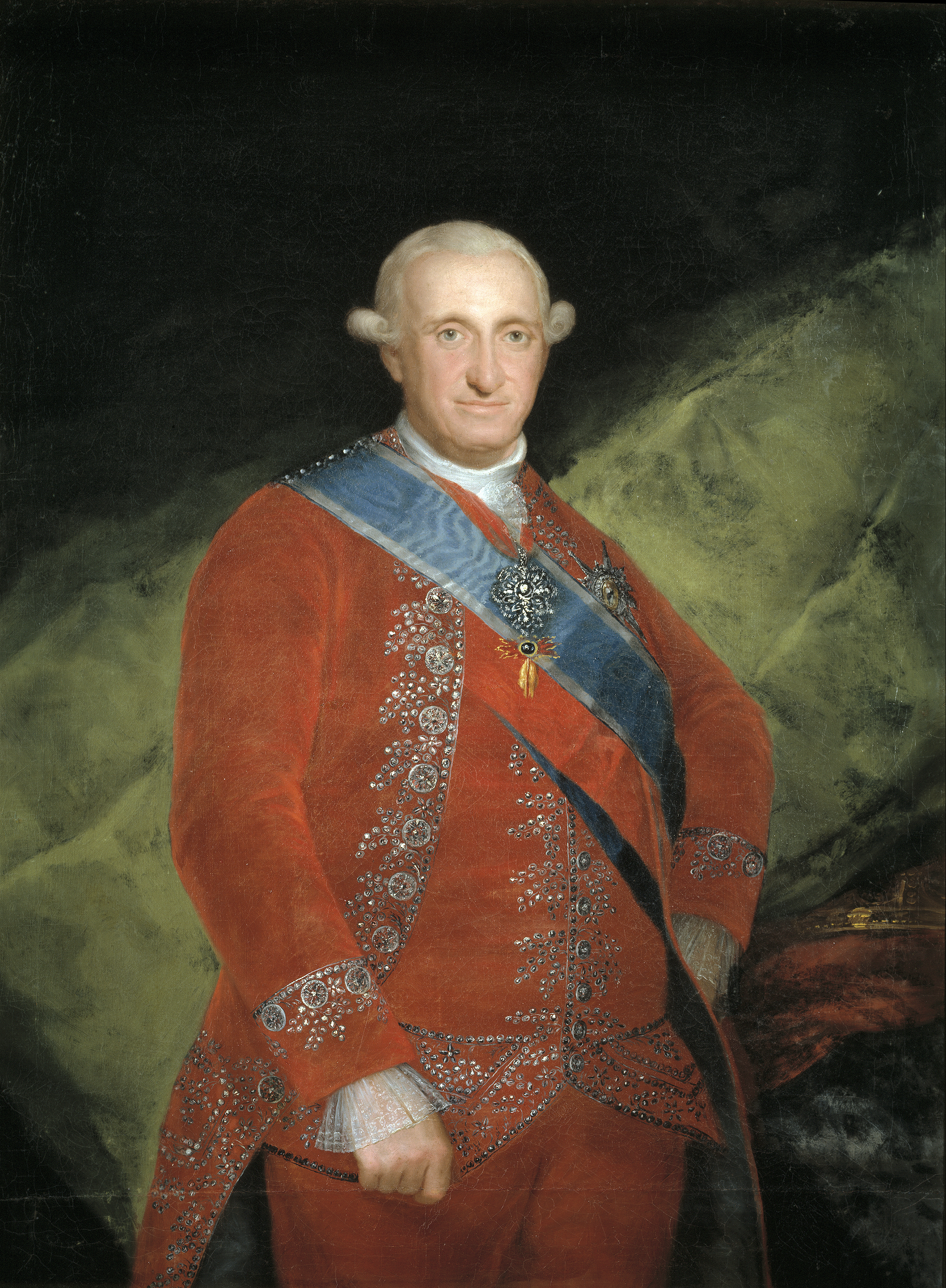
Carlos IV, que se vio obligado a abdicar en su hijo Fernando

A continuación Carlos IV ordenó a sus secretarios del Despacho y a los mandos militares del Palacio que fueran a besar la mano del nuevo monarca. Cuando la noticia se conoció en Aranjuez la multitud se reunió en la plaza del Palacio Real y comenzó a dar vivas a Fernando VII, que aún no había cumplido los veintitrés años de edad. El embajador francés François de Beauharnais escribió: «El príncipe de Asturias, asombrado por su estado, confundido por su situación, halagado y afectado por el amor que el pueblo le testimonia, flota en la incertidumbre». Emilio La Parra ha comentado: «Fernando contaba con el fervor de sus súbditos. Éste era su punto fuerte, en realidad el único. A los ojos de su padre, de Napoleón y de los restantes soberanos europeos no dejaba de ser un príncipe conspirador, que había llegado al trono de manera irregular. En realidad, mediante un golpe de Estado...».
Como el propio Fernando VII y sus partidarios temían, Carlos IV no tardó en dejar claro que su abdicación no había sido libre y espontánea. Solo dos días después de su renuncia al trono le había entregado al general Monthion, enviado por Murat a Aranjuez, una nota en la que manifestaba que se había visto forzado a ello, «para evitar males mayores y la efusión de la sangre de mis queridos vasallos». Y el 27 de marzo le había escrito una carta a Napoleón en la que le pedía su protección ―«He tomado la resolución de remitirme en todo a lo que quiera disponer de nosotros, de mi suerte, de la de la Reina y de la del príncipe de la Paz»― y le explicaba que había abdicado «en fuerza de las circunstancias y cuando el ruido de las armas y los clamores de una guardia amotinada me hacían conocer bastante que era preciso escoger entre la vida y la muerte, que hubiera sido seguida de la de la Reina». El historiador Emilio La Parra López comenta: «Con el lenguaje del Antiguo Régimen, el ex rey venía a calificar lo sucedido de golpe de Estado». El 3 de mayo Carlos IV, cuando ya se encontraba en Bayona, declaró al periódico Le Moniteur universel: «He sido violentado a abdicar la corona para salvar mi vida y la de la reina, pues sin este acto hubiéramos sido asesinados aquella noche, y la conducta del príncipe de Asturias es más reprensible aún pues bien sabía él mi deseo de cederle la corona cuando se hubiese casado con una princesa de Francia, boda que yo había deseado ardientemente».

### La implicación del príncipe de Asturias en el «motín de Aranjuez»

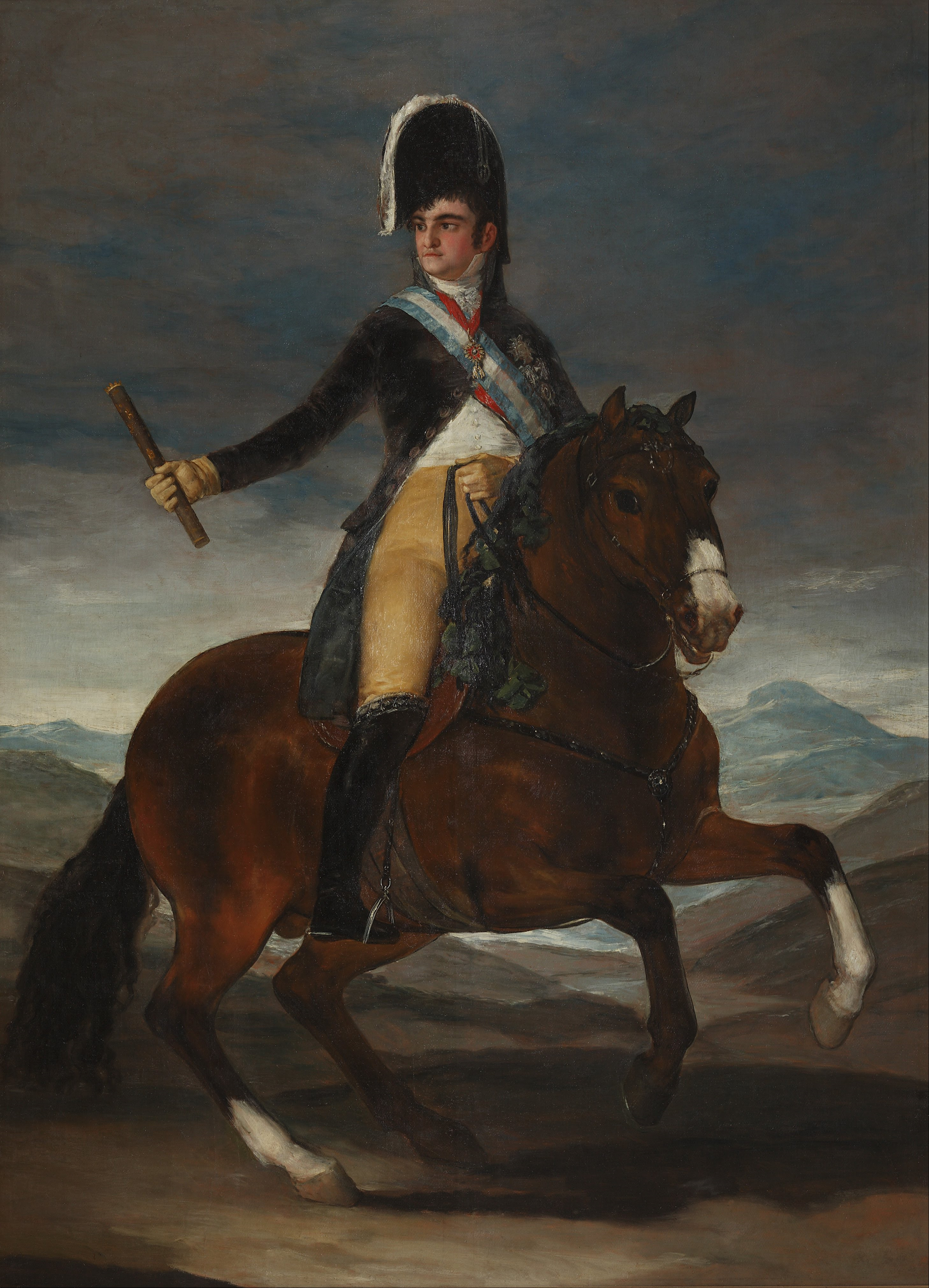
Retrato ecuestre de Fernando VII por Francisco de Goya (1808)

¿El príncipe de Asturias tuvo una participación directa en el motín? «Lo niegan la que podríamos calificar versión oficial de los hechos y quienes sostienen que todo fue resultado de un movimiento espontáneo de la población del real sitio. En ambos casos se ha intentado salvaguardar al príncipe de toda responsabilidad, resaltando el protagonismo de la población», ha afirmado el historiador Emilio La Parra López. Manuel Godoy, por su parte, hizo responsable de todo al príncipe Fernando en una narración de lo sucedido que envió a Napoleón dos años después:

[El príncipe de Asturias] fue el mismo que dio la orden, el que hizo la señal para el alboroto a la hora convenida con sus seductores; él mismo sacó una luz a los balcones de su habitación para que los guardias de corps, disfrazados, tiznados los semblantes, acompañados de los criados del infante de su tío [don Antonio] con otros manchegos que ya tenía este a su salario preparados con hachas y utensilios propios a la devastación, invadieron mi casa. […] Yo me recogía a la una y cuarto cuando el tiro de una pistola me anunció la ruina de mi Patria. Llamé a mis gentes, mandé tres ayudantes a saber la novedad y todos tres fueron presos por los sublevados que rodeaban mi casa. Mi guardia fue arrestada en el cuartel por una orden del Rey según el contexto, pero no era ya Carlos IV, sino Fernando al que parlamentaban los conspiradores…

Los reyes Carlos IV y su esposa tampoco dudaron de la implicación del príncipe Fernando. El 26 de marzo la reina María Luisa de Parma le escribió al mariscal Joachim Murat: «Mi hijo Fernando estaba al frente de la conjuración; las tropas estaban ganadas por él; hizo sacar una luz a su ventana por señal para que comenzase el alboroto… Ha hecho esta conspiración para destronar al Rey, su padre».
Según Emilio La Parra, aunque reconoce que «no disponemos de documentación que permita identificar al príncipe Fernando como autor de la señal para el comienzo de los alborotos», «resulta difícil admitir que alguien se comprometiera a organizar una grave alteración del orden en Aranjuez, estando allí la familia real, sin contar con la complicidad de alguna persona muy relevante y ésta no podía ser otra que el príncipe de Asturias». Según este historiador lo sucedido en Aranjuez fue la aplicación de los planes previstos en la conspiración de El Escorial y que no pudieron llevarse a la práctica porque fue descubierta. «En lo sustancial, ésta es nuestra hipótesis», ha afirmado. Una posición similar es la que sostiene Juan Francisco Fuentes que considera el motín de Aranjuez como el «asalto definitivo» para acabar con el poder de Godoy y en última instancia con Carlos IV tras el fracasado Proceso de El Escorial. Ángel Bahamonde y Jesús A. Martínez coinciden: «El proceso de El Escorial y el motín de Aranjuez [son] dos episodios de la misma trama. […] El origen, objetivos y personajes principales eran los mismos, a los que se añade ahora el descontento popular... Y esta vez, el éxito es concluyente: además de la destitución del valido, el 19 de marzo Carlos IV renunciaba a la Corona a favor del príncipe Fernando». Enrique Giménez López afirma lo mismo: «El partido del príncipe heredero tuvo una nueva ocasión para forzar esa segunda alternativa [acabar con Godoy y forzar la abdicación de sus valedores, los reyes], esta vez no desaprovechada… Era una prolongación de los sucesos de El Escorial, con los mismos protagonistas e idéntica finalidad, si bien mejor y más concienzudamente preparada…».

## Consecuencias: el primer reinado de Fernando VII

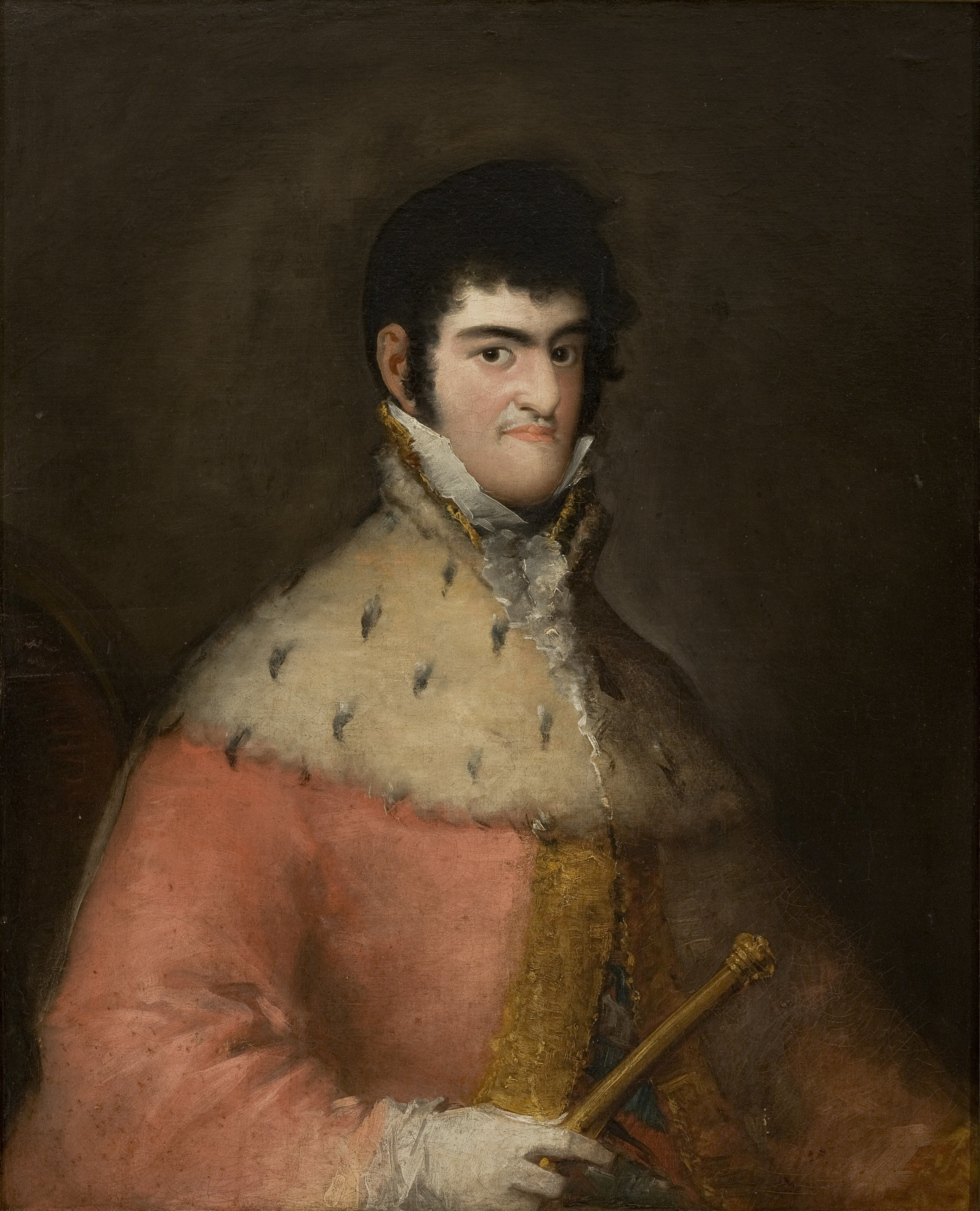
Retrato de Fernando VII por Goya (1808)

Fernando VII accedió al trono sin la preceptiva consulta al Consejo de Castilla y sin prestar juramento ante las Cortes, aunque la reunión hubiera sido entonces imposible. Sus partidarios difundieron la idea de que su legitimidad como rey procedía de que había sido aclamado por el pueblo y esa idea sería refrendada simbólicamente por las Cortes de Cádiz cuando promulgaron la Constitución que habían aprobado el 19 de marzo de 1812, cuarto aniversario del inicio del reinado de Fernando VII, cuyos derechos defendían frente a «el rey intruso» José I Bonaparte. De hecho la noticia de la caída de Godoy y el ascenso al trono de Fernando VII fue recibida con gran entusiasmo por todo el país. Según el historiador Enrique Giménez López, «se difundieron escritos satíricos proclamando la alegría por la desaparición del favorito y piezas que glorificaban al rey Fernando. Comparado Godoy con Nerón, Amán y Luzbel, y tildado de avaro, ladrón, tirano, traidor y libidinoso, Fernando VII era exaltado como libertador y mesías. Ya España ha resucitado / con su nuevo rey Fernando».
El mismo día 19 de marzo de 1808 Fernando VII ratificó el gobierno nombrado por su padre, aunque pocos días después introdujo tres importantes cambios: sustituyó a Miguel Cayetano Soler por Miguel José de Azanza al frente de la secretaría de Estado y del Despacho de Hacienda; a Antonio Olaguer Feliú por Gonzalo O'Farrill en Guerra; y a José Antonio Caballero por Sebastián Piñuela Alonso en Gracia y Justicia. Asimismo hizo volver de su destierro, por estar implicados en el complot de El Escorial, al canónigo Juan Escóiquiz, al duque del Infantado y al duque de San Carlos y los designó para cargos importantes: el duque del Infantado, la presidencia del Consejo de Castilla; el duque de San Carlos, mayordomo mayor de palacio; y Escoiquiz, consejero de Estado. Los tres formarían una especie de gabinete privado que fue el órgano donde se tomaron las decisiones importantes, por encima del Gobierno. Según Emilio La Parra López, «la influencia de los tres miembros del gabinete privado se explica por su condición de cabezas de la facción que había hecho posible el ascenso prematuro de Fernando VII al trono… Representaban al “fernandismo” frente al “godoyismo”».
La entrada en Madrid de Fernando VII se produjo el 24 de marzo siendo aclamado por la multitud. Más de seis horas le costó a la comitiva real ir desde la puerta de Alcalá al Palacio Real. Un testigo, el joven Ramón Mesonero Romanos, relató así años después lo que vivió:

…venía, sí, montado en un blanco corcel… hombres y mujeres, niños y ancianos se abalanzaban a él, a besar sus manos, sus ropas, los estribos de su silla; otros arrojaban al aire sus sombreros, o despojándose de sus capas y mantillas las tendía a los pies del caballo… En tanto, de los balcones, buhardillas y tejados de las casas, no menos henchidos de gente, llovían flores y palomas, agitábanse  los pañuelos, o subiéndose muchos a las torres de las iglesias, volteaban con frenesí las campanas o disparaban cohetes y tiros de arcabuz.

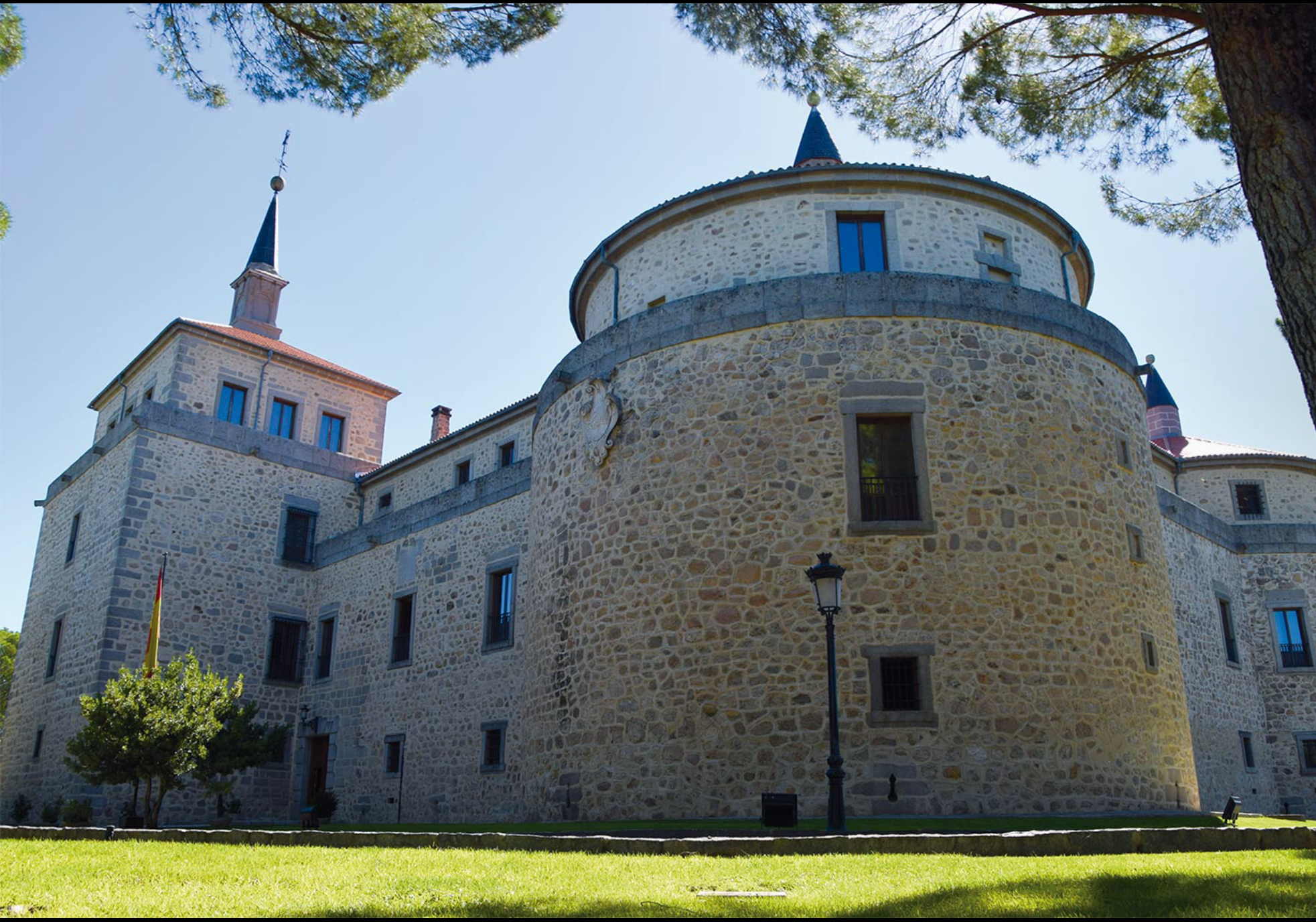
Castillo de Villaviciosa de Odón, donde permaneció encarcelado Manuel Godoy hasta que fue liberado por unos oficiales franceses el 21 de abril y conducido a Bayona

Las medidas que tomó Fernando VII durante el escaso mes y medio que duró su «primer reinado» (del 19 de marzo al 6 de mayo de 1808 en que abdicó la Corona en Bayona) estuvieron encaminadas fundamentalmente a deshacer las políticas de Godoy, como la anulación de la desamortización que lleva su nombre o el levantamiento de los destierros de Jovellanos, Cabarrús, Mariano Luis de Urquijo y Meléndez Valdés así como los de los implicados en el complot de El Escorial. También ordenó la confiscación de todos los bienes de Godoy, los de sus familiares y los de los cargos más próximos a él ―algunos de los cuales fueron también encarcelados―.
En cuanto a la persona de Godoy, cuya detención fue celebrada con sátiras y burlas por toda la geografía española ―su casa de Madrid también fue asaltada en la mañana del mismo 19 de marzo al grito de «Muera el príncipe de la Paz, ese tirano, ladrón, estafador…», así como las de sus familiares y amigos―, fue confinado inicialmente en el  torreón de Pinto y más tarde en el castillo de Villaviciosa de Odón. De allí sería liberado en secreto por oficiales franceses siguiendo las órdenes del mariscal Joachim Murat ―y este de Napoleón― el 21 de abril para ser conducido a Bayona a donde llegó el 25. Lo que pretendía Napoleón era que influyera en Carlos IV y en su esposa María Luisa de Parma, que llegaron a Bayona cinco días después, para que le cedieran sus derechos sobre la Corona de España. Según Emilio La Parra López, el desenlace del motín de Aranjuez es lo que decide finalmente a Napoleón a sustituir a los Borbones por un miembro de su familia. «Ya carecía de sentido la anexión de una parte del reino, porque el emperador no podía confiar en Fernando tras sus reprobables manejos para destronar a su padre y la crueldad mostrada con Godoy. Sólo cabía prescindir de la Casa de Borbón y aplicar en España el sistema seguido en otros lugares, esto es, situar en el trono a un miembro de la familia de Napoleón».
Por otro lado, Fernando VII era «consciente de que el mantenimiento de su corona dependía del reconocimiento del emperador francés. Obtenerlo fue, en consecuencia su obsesión». Nada más acceder al trono Fernando VII envió al duque del Parque a cumplimentar al mariscal Joachim Murat, lugarteniente general de las tropas francesas desplegadas en España y que se encontraba a las puertas de Madrid ―llegaría el 23 de marzo―. Pero Murat no tuvo el mismo gesto cuando Fernando VII hizo su entrada triunfal en Madrid, ni el embajador francés François de Beauharnais acudió al Palacio Real. Tampoco Napoleón le envió ninguna nota. De hecho ninguna autoridad militar ni civil francesa le estaba dispensando el tratamiento de «Majestad» sino el de «Su Alteza Real», la misma fórmula que habían utilizado para dirigirse a él cuando era príncipe de Asturias, lo que, según Emilio La Parra, «era muy revelador sobre la actitud de Francia».
El 3 de abril Fernando VII comunicó a Murat que iba a salir al encuentro de Napoleón, de quien el día anterior aquél había anunciado que pronto estaría en España. Una semana después Fernando VII salió de Madrid acompañado de un numeroso séquito, habiendo nombrado una Junta de Gobierno presidida por su tío, el infante Antonio Pascual de Borbón, encargada de despachar «los negocios graves y urgentes que puedan ocurrir, oyendo antes a mis secretarios de Estado y del Despacho». El 20 de abril llegaba a Bayona y el 6 mayo abdicaba sus derechos a la Corona española a favor de Napoleón, quien a su vez los cedería un mes después a su hermano José Bonaparte, que reinaría en España con el título de José Napoleón I y que sería conocido como «el rey intruso».

## Debate entre historiadores: ¿un motín popular?
Según Emilio La Parra López, «el motín tuvo poco de espontáneo. Fue preparado minuciosamente, aunque quizá con algún apresuramiento, a causa de la inesperada reacción de Godoy al activar la retirada de los reyes [hacia el sur]. El príncipe Fernando, eficazmente ayudado por el infante don Antonio, obstaculizó cuanto pudo y con éxito el viaje de los reyes. Los aristócratas distribuyeron dinero, reclutaron gentes, controlaron el ejército y lanzaron rumores pertinentes para soliviantar los ánimos de la población. El embajador francés contribuyó con eficacia a tales rumores y, ante todo, mantuvo siempre viva la promesa del apoyo imperial a los opositores de Godoy. El pueblo quedó en segundo plano, desempeñando el papel protagonista sólo cuando interesó a los anteriores. […] Lo tuvo, y considerable, en un determinado momento (asalto a la casa de Godoy, presión ante el palacio real para forzar la renuncia de Carlos IV), pero no por iniciativa propia, sino obedeciendo a una dirección más o menos declarada. La propaganda fernandina, sin embargo, puso especial énfasis en el protagonismo del pueblo para justificar su causa…».
Juan Francisco Fuentes coincide con La Parra López: «En el origen del motín, que tuvo una apariencia popular y espontánea, figuraron miembros de la alta nobleza vinculados al partido fernandino, como el conde de Montijo, al que numerosas fuentes señalan como uno de los instigadores del tumulto».
Ángel Bahamonde y Jesús A. Martínez sostienen la misma tesis: como en el complot de El Escorial, «detrás de Aranjuez vuelve a situarse la camarilla de Fernando y oficiales del ejército. La novedad reside en un nuevo actor en escena: el pueblo, cuyo descontento es canalizado e instrumentalizado contra Godoy».
Enrique Giménez López coincide. Para referirse al motín utiliza el término popular, en cursiva, subrayando que fue «organizado por los partidarios de Fernando». «Fue trasladado desde Madrid al Sitio un número indeterminado de alborotadores convenientemente retribuidos por los organizadores, entre los que destacó nuevamente el conde de Teba [que también ostentaba el título de conde de Montijo], que utilizó para esta ocasión el alias de Tío Pedro».
Por el contrario Antonio Elorza, aunque reconoce que «seguramente fue atizada por los enemigos de Godoy», considera que fue una «movilización popular» desencadenada por la noticia de la inminencia del traslado de los reyes hacia el sur, siguiendo el ejemplo de los monarcas del reino de Portugal que embarcaron en Lisboa rumbo a su colonia de Brasil. «La enorme impopularidad de Godoy y el malestar por el avance de las tropas francesas fueron factores más que suficientes para explicar una movilización popular en que la previsible salida de los reyes actuó como detonador», afirma Elorza. «En Aranjuez, el pueblo se había movilizado», concluye Elorza.